# Tito Larriva
Tito Larriva (né en 1953 à Ciudad Juárez, dans l'État de Chihuahua), est un chanteur et guitariste mexicain.

## Biographie

### The Plugz
Larriva est anciennement chanteur et le guitariste rythmique du groupe de punk rock The Plugz. Il forme The Plugz à Hollywood, en Californie, en 1978. Leur présence à l'époque de la naissance du punk de la côte ouest assure leur influence durable sur les groupes punk. Le label Rhino reconnait leur rôle dans la scène musicale de Los Angeles en incluant leur reprise de La Bamba sur We're Desperate : The L.A. Scene (1976-79). The Plugz compte deux albums, Electrify Me (1978) et Better Luck (1981). Les Plugz composent également la musique du film culte La Mort en prime et contribuent à trois morceaux de la bande originale.

### Fatima Records
En 1979, Larriva crée Fatima Records, un label DIY, avec le graveur chicano Richard Duardo et la promotrice musicale Yolanda Ferrer pour sortir le single des Plugz Achin'/La Bamba. Le label publiera quelques autres titres, dont le deuxième album des Plugz, Better Luck (1981), et Attitudes (1980), le premier EP du groupe punk d'East Los Angeles, The Brat (en) (produit par Larriva). Fatima Records devait initialement sortir Fire of Love, le premier album du groupe The Gun Club (de Los Angeles) ; cependant, après que Larriva ait produit six titres, le label se retrouve à court d'argent, et Ruby Records termine les enregistrements et sort l'album du Gun Club.

### The Plugz
En 1984, les Plugz deviennent les Cruzados. En 1985, ils sortent un album éponyme chez Arista Records. Le deuxième album After Dark, sorti en 1987, met en vedette le nouveau guitariste Marshall Rohner. Le groupe se sépare en 1990. Larriva et les Cruzados apparaissent brièvement dans le film Road House, avec Patrick Swayze et Sam Elliott.

### Tito et Tarantula
Tito et Tarantula débute en 1992 lorsque Larriva et le guitariste Peter Atanasoff se produisent chaque semaine dans des bars et des cafés avec des amis. « Nous avons toujours eu une règle tacite », déclare Larriva au Tucson Weekly en 1997, « et la règle est que chacun joue à peu près ce qu'il veut. Le groupe répète rarement. » Tarantula figure sur la bande originale du film Desperado de Robert Rodriguez, dont Larriva est également le compositeur. En 1996, Tito et Tarantula poursuivent leur relation avec Rodriguez en apparaissant dans le film, la bande originale et la musique du film Une nuit en enfer. Larriva, Atanasoff et Johnny « Vatos » Hernandez sont le groupe qui interprète leur chanson After Dark dans le bar de Salma Hayek. En 1997, Tito et Tarantula sort son premier album Tarantism, très attendu et acclamé. Ils enchaînent avec Hungry Sally and Other Killer Lullabies en 1999, et Little Bitch en 2000. En 2002, le groupe est rejoint par Steven Hufsteter, ancien membre du groupe Cruzados de Larriva. Plus tard dans l'année, ils sortent Andalucia. 8 Arms to Hold You sort en 2019.

## Discographie

### The Plugz
- 1979 : Electrify Me
- 1981 :  Achin/ La Bamba (45rpm)
- 1981 : Better Luck

### Cruzados
- 1985 : Cruzados
- 1987 : After Dark

### Tito et Tarantula
- 1997 : Tarantism
- 1999 : Hungry Sally and Other Killer Lullabies
- 2000 : Little Bitch
- 2002 : Andalucia
- 2008 : Back into the Darkness
- 2019 : 8 Arms to Hold You

### Psychotic Aztecs
- 1999 : Santa Sangre

### Autres
- 2018 : True Stories: The Complete Soundtrack